# Temnora manengouba
Temnora manengouba is een vlinder uit de familie van de pijlstaarten (Sphingidae). De wetenschappelijke naam van de soort is voor het eerst geldig gepubliceerd in 1973 door Philippe Darge.